# 没有响过的电话
《没有响过的电话》（日語：鳴らない、電話）是由GAINAX制作的日本电视动画《新世纪福音战士》的第三集。系列导演庵野秀明和编剧萨川昭夫一同编写了这一集的剧本，由石堂宏之执导。本集最初于1995年10月18日在东京电视台播出。该电视动画系列主要以一场名为“第二次冲击”的全球性灾难发生15年后的要塞城市第三新东京市为舞台。主角是十几岁的少年碇真嗣，他的父亲碇源堂将他招募到NERV组织，并命令其驾驶巨型人型机甲“Evangelion”（俗称：EVA），跟敌人“使徒”战斗。本集中，真嗣开始在第三新东京市的新学校上学，并发现自己很难应对成为EVA驾驶员的名声。他的同学铃原冬二的妹妹在上一集真嗣与使徒Sachiel的战斗中因遭到波及而受伤，为此他很生气。此时，一个名叫Shamshel的使徒出现了，真嗣必须再次驾驶EVA初号机打败它。
《没有响过的电话》的制作在第五和第六集完成后才开始。这一集特别分析了角色之间的关系，以及真嗣的心理。本集在日本电视台获得了7.1%的收视率，然而评论则呈现两极化。评论家对本集的画面、声效和角色聚焦称赞有加，而部分批评的声音则集中于真嗣的行为以及其他角色的塑造。

## 剧情
碇真嗣试图适应他在第三东京市的新生活。他现在是特务机构NERV旗下巨型机甲EVA初号机的正式驾驶员。尽管两人间的关系仍然很疏远，真嗣还是与NERV作战指挥葛城美里住在了一起。随着剧集的开始，他正在浑浑噩噩地进行训练。早上他去上学后，NERV的赤木律子博士打电话给美里，告知真嗣似乎在学校没有交到朋友。另一边在学校里，真嗣的同学相田剑介、铃原冬二和洞木光首次登场。他们讨论前一次那具机甲与名为Sachiel的敌人之间的战斗。冬二是在那次战斗后为了照顾在战斗中遭到波及而受伤的妹妹才刚回到教室。当真嗣的同学们发现他就是那具机甲的驾驶员后，冬二责备正是由于真嗣的鲁莽行动而造成了他妹妹的受伤。为此他动手打了真嗣。而当真嗣表示他也不情愿驾驶EVA后，彻底惹怒了冬二。
第四使徒Shamshel攻击了第三新东京市，真嗣被命令驾驶EVA初号机保卫城市。另一边，相田剑介鼓动冬二从防空洞里偷偷溜出，来到战场附近观看战斗。此时的真嗣失去了战斗的勇气，被Shamshel抛向空中，落下来时差点压死了就在近旁的冬二和剑介。Shamshel随后切段了给初号机提供能源的脐带电缆，使后者只剩下5分钟的内置备用电源。为此，真嗣开始了一场试图保护冬二和剑介而不是打败使徒的防御战。为了保护冬二和剑介免受EVA与使徒之间战斗的伤害，美里命令他们二人躲进EVA的驾驶舱。在驾驶舱中，冬二目睹了真嗣与使徒搏斗时承受的巨大痛苦和悲伤，并因此为悔恨所困扰。此时美里下令真嗣撤退，但他失去了控制，用刀子向Shamshel冲去，在自身的能量耗尽时最终击败了它。几天后，剑介把真嗣的电话号码给了冬二，这样他就可以向真嗣道歉。冬二试图拨出电话，但最终还是停手了。

## 制作
萨川昭夫和本剧总导演庵野秀明一同为《没有响过的电话》编写了剧本。副导演鹤卷和哉和石堂宏之共同制作了本集的分镜。石堂宏之同时还担任本集导演，细井信宏担任作画监督，鹤卷和哉同时与和吉成曜担任助理角色设计师。原画师吉成曜负责EVA初号机与第四使徒时间的战斗画面，极大的提升了整个系列的质量。制作人员最初把这一集称为《第一通电话》。在与使徒的战斗之后，真嗣本可以和冬二以及剑介成为朋友，并与他们通电话。但是最终，制作团队修改了初稿剧情，把友谊的开端移到了接下来的一集《雨、逃出去之后》。之后标题改为《没有响过的电话》，英文标题为《A Transfer》（一个转校生）。根据日程安排，庵野秀明当时已经在为这部剧的第五和第六集工作了。他觉得自己必须超越常规动画，为《没有响过的电话》和《雨、逃出去之后》这两集塑造现实主义人物，为此他试图在本集中关注真嗣的心理。
本集第一个场景也就是真嗣利用使徒Sachiel的虚拟形象进行模拟战斗训练，以提高自己的技能。在作家达尼·卡瓦拉罗（Dani Cavallaro）看来，这是“福音战士利用计算机技术进行自我参照的典型例子，因为NERV人员在练习中使用的Sachiel的视频游戏风格图像确实在很大程度上是由计算机生成的”。模拟战斗训练中使用了特定的术语集，包括“增益”和“感应模式”等术语。在这一集中，顺便介绍了上一集《陌生的天花板》的战斗中产生的弹坑图像，其中描绘了一座名为鹰之巢山的山。第三新东京市日间景观在被本集也是第一次出现在战斗中的。对于城市的风景，庵野秀明从《雷鸟神机队》系列中的特雷西岛的和《UFO》中SHADO组织的总部灵感。在本集的结尾还加入了一个不完美的三维插入栓的图像，由剑介依照他的记忆在他的笔记本电脑上制作。在本集中，再次使用了本片几位配音演员来客串真嗣的同学，其中的女同学由宫村优子、三石琴乃和林原惠配音，她们三人还为惣流·明日香·兰格雷、葛城美里和绫波零这几个主要角色配音。在本集的开头，收录了两位女主播讲述松崎町的广播节目，其中揭示了新世纪福音战士世界的地理细节。曾参与制作《未来警察浦岛人》和其他动画系列的丸山詠二也为真嗣的数学老师配音。

## 文化参考和主题
《没有响过的电话》和下一集《雨、逃出去之后》的主题都是人际沟通。比起与Shamshel之间的战斗，《没有响过的电话》更集中关注真嗣的沟通困难。这部剧的副导演鹤卷和哉提到，在这一集的开头，真嗣和美里交谈时并没有走进她的房间，也没有互相看着对方，“就像他们看着一扇稍微打开的门，但是没有交流”。鹤卷还指出，在真嗣和零，真嗣和他的父亲之间同样也能察觉到这种“遥远，尴尬的沟通”。Multiversity Comics的马修·加西亚（Matthew Garcia）从庵野秀明的个人经历，尤其是他之前的作品《蓝宝石之谜》的制作中，找到了影响《没有响过的电话》（A Transfer）和《雨、逃出去之后》（Hedgehog’s Dilemma）这两集的相关因素。根据他的说法，就像庵野秀明在《蓝宝石之谜》中所表达的一样，真嗣在本片中“陷入了一种他所不理解或者没有太多投入的境地”。
真嗣努力去交朋友，在这一集中表现出一种冷漠、简洁、含蓄的态度。对此，律子提到了精神分析学术语“刺猬的困境”用来描述真嗣的行为。就像阿图尔·叔本华在《附录与补遗》中的刺猬一样，真嗣害怕受到伤害而不敢与人接触。萨川昭夫在写剧本的时候加入了这个词，这个词后来成为了该剧的主题之一。这一集还提到了第二次冲击的确切日期，2000年9月13日，这是对电视剧《太空1999》的致敬。在这一部电视剧中，1999年9月13日发生了月球上放射性废物堆积物的爆炸，导致卫星改变了轨道。20世纪60年代的机器人动画启发了对抗Shamshel的战斗，使徒的设计也让人想起出现在《超人七號》中的外星物种——比拉星人。

## 反响
《没有响过的电话》于1995年10月18日播出，在日本电视上的收视率达到了7.1%。这一集引发了不同的反响。Screen Rant批评了冬二的暴力行为，Ajay Aravind（漫画书资源网）对此也作出批评，根据Aravind的说法，冬二的行为“既没有逻辑，也没有理由，使他成为一个典型的恶霸”。Screen Rant的杰克·卡梅隆（Jack Cameron）把与Shamshel的战斗放在整部剧所有的战斗片段中最次的位置，而Film School Rejects的马克斯·科维尔（Max Covill）批评真嗣的行为，称其“令人沮丧”。Anime Café的评论员Akio Nagatomi赞扬了真嗣应对驾驶员角色压力的方式以及对平民在战斗中的一瞥。他还赞扬了动画画面、原声音乐和编导手法，但批评真嗣向同学透露自己驾驶员的身份，称这一做法为“一些社交无能的作家试图实现一系列青春期的幻想”。Jane Nagatomi同样批评这一事件“太可预测”。EX.org的彼得·卡希尔（Peter Cahill）赞扬了这场战斗的“肆意破坏和绝望的英雄主义”，也赞扬了动画片《没有响过的电话》和《雨、逃出去之后》。诺亚·布莱克（Noah Black）同样赞扬了这些角色的发展，因为他们有时间去理解并开始处理强加在他们身上的问题和责任。Supanova Expo的官网也将真嗣从Shamshel手中救出同学的场景列为角色的最佳时刻之一。基于这一集中事件的官方商品也已经发布，包括打火机和T恤衫等。

## 脚注
- 本文部分摘自Evageeks百科中的《新世纪福音战士》第三集 （页面存档备份，存于），发布知识共享为署名-相似共享3.0(未移植)(CC-BY-SA 3.0) （页面存档备份，存于）。